# Пелієві
Пелієві (Pelliaceae) — родина печіночників, яке включає три роди: Pellia (у помірній зоні Північної півкулі) і Noteroclada (у Південній півкулі), а також Androcryphia. Три роди легко розрізнити не тільки тому, що вони зустрічаються в абсолютно різних регіонах світу, але й тому, що Noteroclada має листяний вигляд, тоді як Pellia більш чітко талозний. Androcryphia значно рідше трапляється і має схожість з листяними членами Jungermanniales. Зараз Noteroclada входить до родини Noterocladaceae.